# Виллих
Виллих (нем. Willich) — город в Германии, в земле Северный Рейн-Вестфалия.
Подчинён административному округу Дюссельдорф. Входит в состав района Фирзен.  Население составляет 51 949 человек (на 31 декабря 2010 года). Занимает площадь 67,76 км². Официальный код  —  05 1 66 036.
Город подразделяется на 4 городских района.

## Экономика
- PRO2 Anlagentechnik GmbH
- Behringer (основана швейцарским инженером Ули Беррингером)

## Фотографии

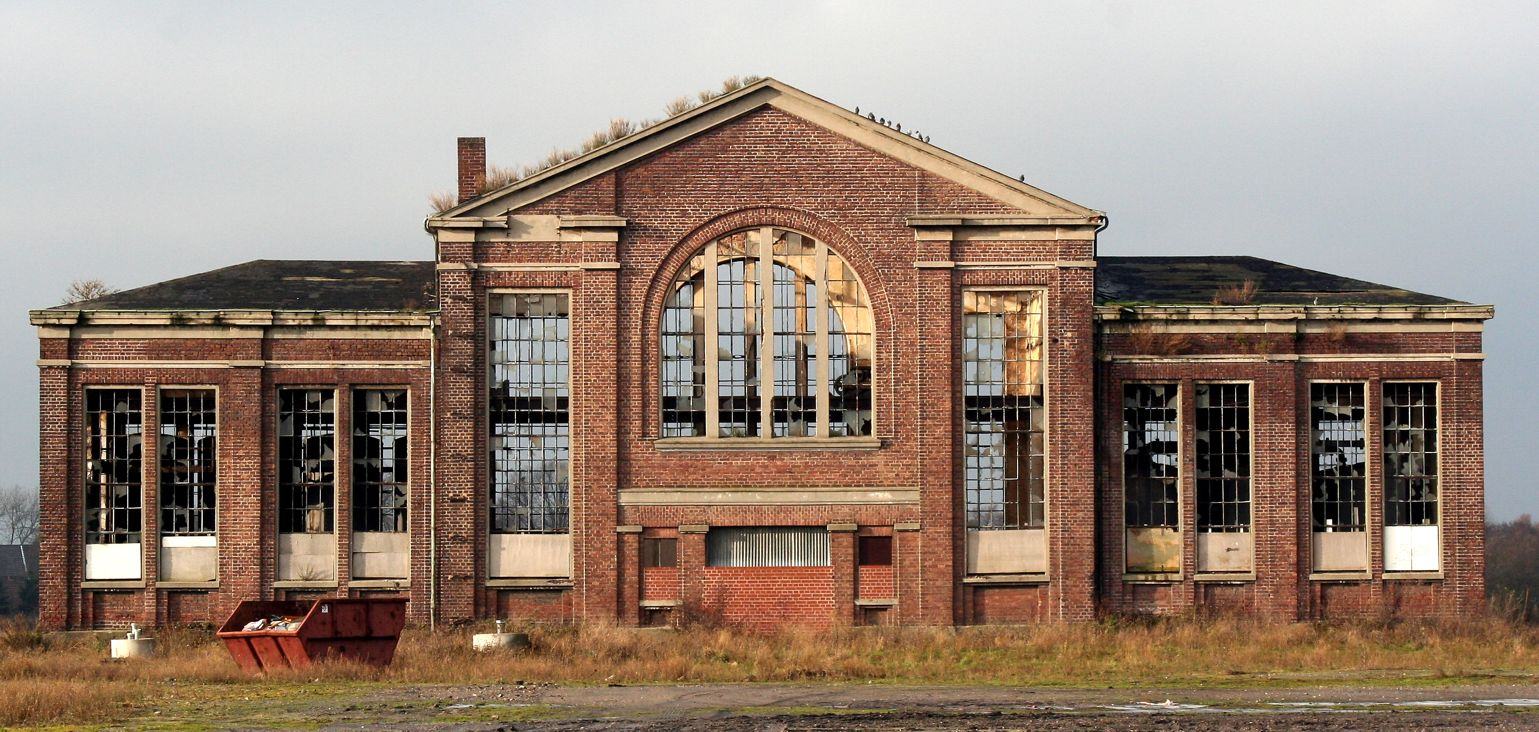